# Văn hóa phương Tây

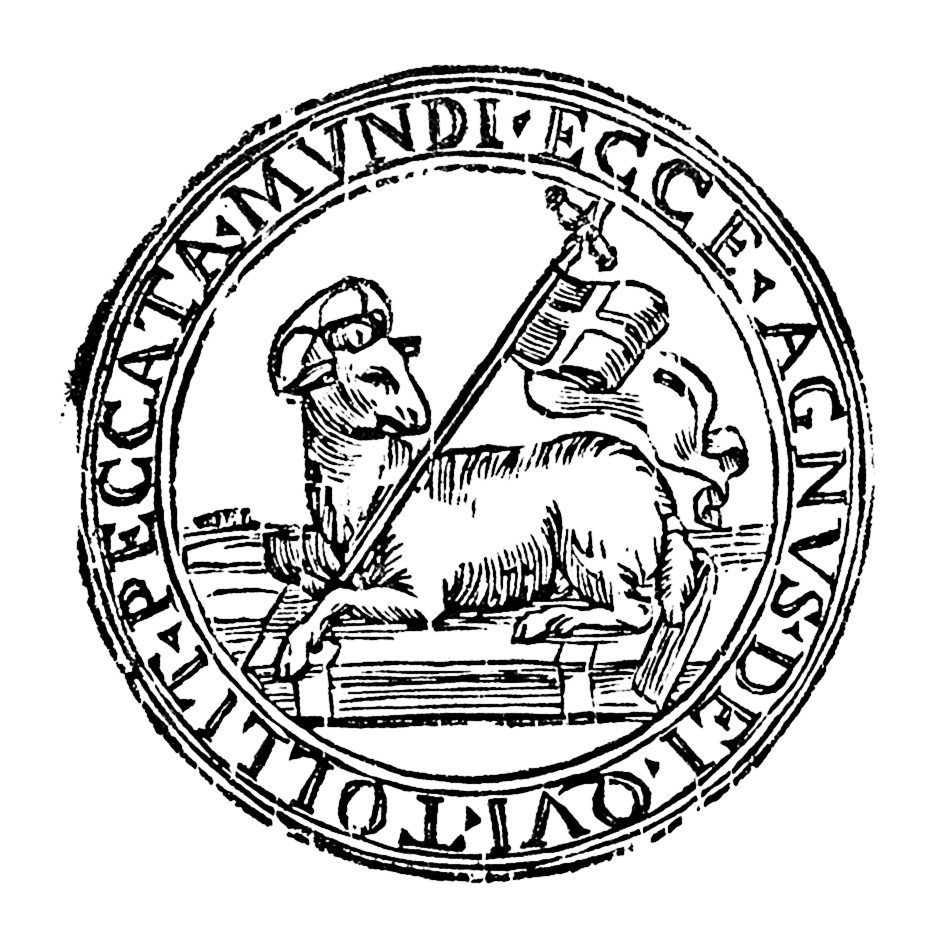
Văn hóa phương Tây, trong hầu hết lịch sử của nó, gần như tương đương với văn hóa Kitô giáo, và một phần lớn dân số của bán cầu Tây có thể được mô tả là Kitô hữu văn hóa. Khái niệm "châu Âu" và "Thế giới phương Tây" có mối liên hệ mật thiết với khái niệm "Kitô giáo và Christendom" thậm chí nhiều người tin rằng sự tổng hợp của một bản sắc châu Âu thống nhất đối với Kitô giáo.

Văn hóa phương Tây (hay văn hóa Tây phương, đôi khi được đánh đồng với văn minh phương Tây, thế giới phương Tây, xã hội phương Tây và văn minh phương Tây) là di sản của các chuẩn mực xã hội, giá trị đạo đức, truyền thống, phong tục, hệ thống niềm tin, chế độ chính trị và tạo tác cụ thể và công nghệ có nguồn gốc hoặc liên kết với châu Âu. Thuật ngữ này cũng được áp dụng ngoài châu Âu cho các quốc gia và nền văn hóa có lịch sử được kết nối mạnh mẽ với châu Âu bằng cách nhập cư, thuộc địa hoặc ảnh hưởng. Ví dụ, văn hóa phương Tây bao gồm các quốc gia ở châu Mỹ và châu Úc, có ngôn ngữ và dân tộc thiểu số là người châu Âu. Văn hóa phương Tây chịu ảnh hưởng nhiều nhất từ các văn hóa Hy-La và Kitô giáo.
Văn hóa phương Tây được đặc trưng bởi một loạt các chủ đề và truyền thống nghệ thuật, triết học, văn học và pháp lý; di sản của nhiều dân tộc châu Âu. Kitô giáo, bao gồm Giáo hội Công giáo, Tin lành và Chính thống giáo, cũng đã đóng một vai trò nổi bật trong việc hình thành nền văn minh phương Tây kể từ ít nhất thế kỷ thứ 4 cũng như Do Thái giáo (đặc biệt là Do Thái giáo Hy Lạp và Kitô giáo Do Thái). Ý niệm về "phương Tây" có từ thời Đế quốc La Mã khi hình thành sự khác biệt Đông phương Hy Lạp và Tây phương Latinh.
Một nền tảng của tư tưởng phương Tây, bắt đầu từ Hy Lạp cổ đại và tiếp tục qua thời Trung cổ và Phục hưng, là ý tưởng của chủ nghĩa duy lý trong các lĩnh vực khác nhau của cuộc sống, đặc biệt là tôn giáo, được phát triển bởi triết học Hy Lạp, chủ nghĩa kinh viện và chủ nghĩa nhân văn. Giáo hội Công giáo trong nhiều thế kỷ là trung tâm của sự phát triển các giá trị, ý tưởng, khoa học, luật pháp và thể chế cấu thành nền văn minh phương Tây. Chủ nghĩa kinh nghiệm sau đó đã đưa ra phương pháp khoa học trong cuộc cách mạng khoa học và Khai sáng.
Hy Lạp cổ đại được coi là nơi sản sinh ra nhiều yếu tố của văn hóa phương Tây, với hệ thống chính phủ dân chủ đầu tiên trên thế giới và những tiến bộ lớn trong triết học, khoa học và toán học. Hy Lạp được theo sau bởi Rome, nơi có những đóng góp quan trọng trong luật pháp, chính phủ, kỹ thuật và tổ chức chính trị. Văn hóa phương Tây tiếp tục phát triển với sự Kitô giáo hóa châu Âu trong thời trung cổ và cải cách và hiện đại hóa được kích hoạt bởi thời Phục hưng. Giáo hội bảo tồn sự phát triển trí tuệ của thời cổ đại và là lý do nhiều người trong số họ vẫn còn được biết đến ngày nay.
Kitô giáo thời trung cổ đã tạo ra trường đại học hiện đại, hệ thống bệnh viện, kinh tế khoa học, luật tự nhiên (sau này sẽ ảnh hưởng đến việc tạo ra luật quốc tế)  và nhiều sáng kiến khác trên khắp tất cả các lĩnh vực trí tuệ. Kitô giáo đã đóng một vai trò trong việc chấm dứt các tập quán phổ biến giữa các xã hội ngoại giáo, như sự hiến tế con người, chế độ nô lệ, tục giết trẻ em và đa phu thê.
Toàn cầu hóa bởi các đế chế thực dân châu Âu kế tiếp đã truyền bá lối sống châu Âu và phương pháp giáo dục châu Âu trên khắp thế giới giữa thế kỷ 16 và 20. văn hóa châu Âu phát triển với một phạm vi phức tạp của triết học, chủ nghĩa kinh viện thời trung cổ và chủ nghĩa huyền bí. Tư duy hợp lý được phát triển qua một thời gian dài thay đổi và hình thành, với các thí nghiệm về Khai sáng và đột phá trong khoa học. Các khuynh hướng đã định nghĩa các xã hội phương Tây hiện đại bao gồm khái niệm đa nguyên chính trị, chủ nghĩa cá nhân, văn hóa nổi bật hoặc phản văn hóa (như các phong trào Thời đại mới) và gia tăng chủ nghĩa đồng bộ văn hóa do toàn cầu hóa và di cư của con người.